# Gare de Robilante
La gare de Robilante est une gare ferroviaire italienne de la ligne de Coni à Vintimille (ligne dont la voie est établie en France ou en Italie suivant les sections), située à proximité du centre-ville sur le territoire de la commune de Robilante, dans la Province de Coni en Piémont.
C'est une gare Trenitalia desservie par les trains voyageurs circulant sur la ligne. 

## Situation ferroviaire
Établie à 686 mètres d'altitude, la gare de Robilante est située au point kilométrique (PK) 16,549 de la ligne de Coni à Vintimille, entre les gares de Roccavione et de Vernante.

## Histoire
La station de Robilante est mise en service le 18 juillet 1887, lors de l'ouverture à l'exploitation de la section de Coni à Robilante.

## Service des voyageurs

### Accueil
Elle dispose d'un bâtiment voyageurs, avec notamment une salle d'attente.

### Desserte
Robilante est desservie par des trains Trenitalia sur les relations Coni - Vintimille et Fossano - Limone.

### Intermodalité
Un parking pour les véhicules y est aménagé.